# Olencira lamarckii
Olencira lamarckii là một loài chân đều trong họ Cymothoidae. Loài này được Leach miêu tả khoa học năm 1818.